# Петров Михайло Осипович
Михайло Осипович Петров (8 жовтня 1898 , Тверська губернія  — 22 жовтня 1943 , Калінінська область ) — радянський військовий діяч, генерал-майор. Депутат Верховної Ради УРСР 1-го скликання (1938–1943).

## Біографія
Народився 8 жовтня 1898 року в родині селянина-середняка у селі Васьково, тепер Тверська область, Росія. Закінчив сільську школу. З тринадцятирічного віку працював учнем коваля.
З 1914 по 1916 рік — робітник Балтійського заводу міста Петрограда. У 1916 — жовтні 1918 року — робітник снарядних, а потім ткацьких майстерень у Петрограді.
З жовтня 1918 року — в Червоній армії. З 1918 по 1919 рік навчався на курсах червоних командирів, брав участь в обороні Петрограда від білогвардійських військ генерала Юденича.
З вересня 1919 року — командир взводу військової частини РСЧА у місті Казані.
Член РКП(б) з 1919 року.
У 1920 році закінчив військове училище. Служив командиром батареї РСЧА в Україні, де воював проти військ УНР та загонів Нестора Махна. Потім продовжував службу в Червоній армії.
На початку 19З0-х років — начальник артилерії 14-ї стрілецької дивізії. Згодом — заступник начальника артилерії Московського військового округу. 28 листопада 1935 року отримав звання комбрига.
З липня 1937 року — начальник артилерії Київського особливого військового округу.
26 червня 1938 року обраний депутатом Верховної Ради УРСР 1-го скликання по Шаргородській виборчій окрузі Вінницької області. 
У роки німецько-радянської війни — командувач артилерії 3-ї ударної армії Калінінського фронту. У ніч на 20 жовтня 1943 року поблизу міста Невеля Калінінської області (тепер Тверська область) помилково заїхав у розташування німецьких військ. 22 жовтня 1943 року при спробі втечі його автомобіль був обстріляний німецьким патрулем, генерал загинув в перестрілці.

## Звання
- комбриг (28.11.1935)
- генерал-майор артилерії (9.11.1941)

## Нагороди
- орден Леніна (1941).
- орден Суворова 2-го ступеня (11.10.1943).
- орден Червоної Зірки (22.02.1938).
- медаль «XX років Робітничо-Селянській Червоній Армії» (1938).